# Amílcar Henríquez
Amílcar Henríquez Espinoza (* 2. August 1983 in Panama-Stadt; † 15. April 2017 in Colón) war ein panamaischer Fußballnationalspieler.

## Karriere

### Vereine
Amílcar Henríquez begann seine Profikarriere 2003 in seiner Heimatstadt beim lokalen Club CD Árabe Unido, für die er über 100 Pflichtspiele absolvierte. 2009 wechselte er in die kolumbianische Categoría Primera A zu Atlético Huila. Nach überzeugenden Auftritten im defensiven Mittelfeld weckte er das Interesse von Independiente Medellín, wohin er 2012 wechselte. Dort erreichte er den Höhepunkt seiner Vereinskarriere. Ab 2014 spielte er nur noch für unterklassige kolumbianische Vereine sowie seinen Heimatverein Árabe Unido, für den er bis zu seinem Tod auf dem Feld stand.
Am 15. April 2017 erlag Henríquez den Verletzungen, die er bei einer Schießerei vor seinem Haus erlitten hatte. Zum Andenken an Henríquez entschied sein letzter Verein Árabe Unido seine Trikotnummer 21 nicht mehr zu vergeben.

### Nationalmannschaft
Henríquez debütierte für die panamaische Fußballnationalmannschaft am 19. Februar 2005 beim 1:0-Sieg gegen El Salvador beim UNCAF Nations Cup 2005. Mit Panama nahm er zudem am UNCAF Nations Cup 2007 und 2009 teil. 2009 gewann er mit Panama den Titel. Darüber hinaus nahm er mit Panama an den Gold Cups 2007, 2009 und 2011 sowie an den Fußball-Zentralamerikameisterschaften 2011, 2014 und 2017 und der Copa América Centenario 2016 teil. Sein 86. und letztes Länderspiel bestritt Henríquez beim 1:1 im WM-Qualifikationsspiel gegen die USA am 29. März 2017, als er in der 80. Spielminute für Gabriel Gómez eingewechselt wurde.